# Денвер — последний динозавр
«Денвер — последний динозавр» (фр. Denver, le dernier dinosaure) — мультсериал совместного производства Франции и США, созданный студиями «World Events Productions» (создатель «Вольтрон») и «Calico Productions», который транслировался в США с 12 сентября по 22 ноября 1988 года. В итоге был показан один сезон состоящий из 52-х серий, каждая продолжительностью 30 минут.

## Сюжет
В основе сюжета мультфильма лежат приключения динозавра Денвера и группы калифорнийских подростков — Джереми, Марио, Шейдса, Уолли и Кейси, которые помогли ему освободиться из яйца, которое находилось под толстым слоем смолы, и поселили его в гараже (позже переселили его в школьный спортзал). Дети также дали имя динозавру, назвав его в честь американского города Денвер, штат Колорадо.
Дети стали заботиться о Денвере, научили его играть рок-н-ролл, кататься на скейтборде и BMX-велосипедах, и многому другому из своих увлечений. Дети взяли на себя защиту последнего динозавра от опасностей внешнего мира. Одной из таких опасностей был хитрый шоумейкер Мортон Физзбэк (англ. Morton Fizzback), который, узнав о существовании последнего динозавра, намеревался при удобной возможности выкрасть диковинку, дабы использовать в своих личных целях.

## Роли озвучивали
- Брайан Каммингс — Мортон Фиццбэк • профессор Фант (в 50 эпизодах)

## Образовательный мультсериал
Познавательный мультсериал с уроками по охране природы, экологии и дружбы. Прикасаясь к волшебной скорлупе яйца, из которого вылупился Денвер, дети могли перемещаться в доисторический период и узнавать интересные детали о жизни реальных динозавров. Имела популярность вступительная музыкальная тема мультфильма «Denver, the last Dinosaur, he’s my friend and a whole lot more».

## Список серий
1. La naissance de Denver (Denver, the Last Dino)
2. Denver découvre le monde
3. Denver parmi les chips (In the Chips)
4. Vidéohhh ! (Videooh)
5. Denver et le monstre du lac (The Monster of Lost Lake)
6. Denver passe l'épreuve (Denver Makes the Grade)
7. Denver fait du cirque (Big Top Denver)
8. Le malentendu (The Misunderstanding)
9. Denver au zoo (Lions, Tigers, and Dinos)
10. Changement d’avis (Change of Heart)
11. Denver au Far West (Bronco-Saurus)
12. Denver fait du cinéma (Denver, Dino-Star)
13. Denver au Dynoland (Dinoland)
14. Les vainqueurs (Winning)
15. Denver fait du karaté (Enter the Dino)
16. Radio Denver (Radio Denver)
17. Le fantôme du cinéma (The Phantom of the Movie Theater)
18. Le chaînon manquant (Missing Links)
19. Denver à la mer (Denver at Sea)
20. Denver est de la fête (Party Time)
21. Tout schuss (Ski Denver)
22. Nom d’un chien (Dog Gone Denver)
23. La ville fantôme (Aunt Shadies Ghost Town)
24. Vedette de cinéma (Movie-Starus)
25. Denver à la plage (Beach Blanket Dino)
26. L’histoire se répète (History Repeats Itself)
27. La guerre du rock (Battle of the Bands)
28. Super héros (The Comic Book Caper)
29. La grande kermesse (Carnival)
30. Mon très cher Denver
31. Denver et le maïs magique (Denver and the Cornstalk)
32. Les martiens soufflent les bougies (Birthday Party from Outer Space)
33. Jogging Denver
34. Le dernier dragon (Denver, the Last Dragon)
35. Denver prend son vol (High Flying Denver)
36. Fizzback’s folies (Fizzback’s Follies)
37. Denver archéologue (Denver at the Digs)
38. On a volé Denver
39. Les dinosaures sont toute ma vie (Dinos are my Life)
40. La planète à louer
41. L’ambiance d’Arabie (Arabian Adventure)
42. Vent de folie sur la plage (Venice Beach Blast)
43. Le blues des Bayous (Bayou Blues)
44. De la neige plein les poches (There’s No Business, Like Snow Business)
45. Une toque pour Denver (Chef Denver)
46. Pousse pousse bambou (Chinatown)
47. Partie de golf
48. Pizza connection (Food Wars)
49. Voyage dans le temps
50. La chasse au trésor
51. Denver fait la une (Big News Denver)
52. Viva Denver (Viva Denver!)